# الانتخابات التشريعية العراقية 2018
الانتخابات التشريعية العراقية 2018 هي ثاني انتخابات عراقية منذ الانسحاب الأمريكي من العراق عام 2011، وخامس انتخابات منذ الغزو الأمريكي للعراق عام 2003، التي أُقيمت في 12 أيار، 2018، لانتخاب 329 عضواً في مجلس النواب العراقي والذي بدوره ينتخب رئيس الوزراء العراقي ورئيس الجمهورية.

## خلفية

### استفتاء أستقلال كردستان
تجري الانتخابات بعد ستة أشهر من استفتاء استقلال كردستان العراق 2017 حيث صوت 93% لصالح الاستقلال؛ مما دفع بالحكومة العراقية لفرض حظر جوي على مطارات إقليم كردستان والقيام بعمليات فرض الأمن في كركوك والمناطق المتنازع عليها، من ضمنها مدينة كركوك الغنية بالنفط. وقد دعى السياسيون العراقيون إلى الحوار مع حكومة كردستان العراق لكي يلغوا النتائج رسمياً.

### موعد الانتخابات
كان من المقرر أن تجري الانتخابات في أيلول/سبتمبر 2017، ولكنها تأخرت لمدة ستة أشهر بسبب الحرب ضد داعش التي انتهت في كانون الأول/ديسمبر 2017 باستعادة الأراضي العراقية، ودعا أكبر تحالف للسنة العَرب وهو متحدون للإصلاح إلى تأخير آخر لمدة ستة أشهر للسماح للناخبين المشردين بالعودة إلى ديارهم، ووصف النائب العربي السني إجراء الانتخابات في هذا الوقت بأنه «انقلاب عسكري ضد العملية السياسية.»
قرَّر مجلس الوزراء العراقي أن يكون موعد الانتخابات في 15 أيار، إلا أنه تم تقديم الموعد إلى 12 أيار نسبةً لاحتمالية مصادفة 15 أيار لأول أيام شهر رمضان. وبعد خلافات في مجلس النواب العراقي حول تأجيل موعد الانتخابات قررت المحكمة الإتحادية العليا بعدم جواز تغيير موعد الانتخابات وأن تُقر في موعدها المقرر يوم 12 أيار، وقد صوت مجلس النواب العراقي على قانون الانتخابات، وصادق على موعد الانتخابات، وأصدر رئيس جمهورية العراق فؤاد معصوم، مرسوماً جمهورياً حدد فيه يوم 12 آيار الموافق ليوم السبت موعداً للانتخابات.

## النظام الانتخابي
يُنتخب مجلس النواب العراقي من خلال شكل القائمة المفتوحة للتمثيل النسبي للقوائم الحزبية، وذلك باستخدام المحافظات كدوائر انتخابية. ويستخدم نظام طريقة سانت ليغو المعدل وفقاً للحكم الصادر عن المحكمة الاتحادية العليا في العراق بأن الطريقة السابقة تعتبر اضطهاداً ضد الأحزاب الأصغر حجماً، وهنالك ثمانية مقاعد مخصصة لمجموعات الأقليات على الصعيد الوطني: خمسة مقاعد للمسيحيين، وواحد لكل من المندائيين والإيزيديين والشبك. في 10 كانون الثاني 2018 قررت المحكمة الاتحادية بأن تكون مقاعد الايزيديين النيابية مناسبة مع نفوس المكون، وفقاً لأحكام المادة 49 أولاً من الدستور التي تقضي بأن مجلس النواب يتكون من عدد من الأعضاء بنسبة مقعد واحد لكل مائة ألف نسمة. في 14 كانون الثاني 2018 قررت المحكمة الاتحادية أن المقاعد المخصصة للمكون الصابئي المنداني ينبغي أن تعطى على أساس الدائرة الانتخابية الواحدة. وفي نفس الشهر 2018 ادخل البرلمان العراقي تعديلا على قانون الانتخابات يمنح مقعدا للكورد الفيلين في واسط.
وقد قرر مجلس النواب أن يكون التصويت إلكترونياً في جميع المناطق من خلال استخدام أجهزة العد والفرز الإلكتروني، وأن لا يكون للأحزاب التي تشارك أجنحة مسلحة، وتكثيف أعداد المراقبيين المحليين والدوليين.
أعلنت المفوضية العراقية للانتخابات بأن العراقيين في الخارج يمكنهم التصويت في 21 دولة، بعدد مراكز اقتراع يبلغ 130 مركزاً؛ 14 مركز في إيران، 18 في الولايات المتحدة الأمريكية، 7 في ألمانيا، 8 في بريطانيا، 4 في هولندا، 8 في أستراليا، 15 في السويد، 15 في تركيا، 13 في الأردن، 7 في كندا، 3 في الإمارات، 5 في مصر، 4 في الدنمارك، مركز واحد في فرنسا، مركز واحد في سوريا، مركزين في لبنان، مركز في فنلندا، مركز في النمسا، مركز في بلجيكا، مركز في النرويج، ثم مركز في نيوزيلندا.
| المحافظة | بغداد | نينوى | البصرة | ذي قار | السليمانية | بابل | الانبار | أربيل | ديالى | كركوك | النجف | صلاح الدين | دهوك | كربلاء | القادسية | واسط | ميسان | المثنى | الأقليات | المجموع |
| -------- | ----- | ----- | ------ | ------ | ---------- | ---- | ------- | ----- | ----- | ----- | ----- | ---------- | ---- | ------ | -------- | ---- | ----- | ------ | -------- | ------- |
| المقاعد  | 69    | 31    | 25     | 19     | 18         | 17   | 15      | 15    | 14    | 12    | 12    | 12         | 11   | 11     | 11       | 11   | 10    | 7      | 9        | 329     |

## التحالفات
صادقت الهيئة العليا المستقلة للانتخابات على 204 حزباً، وكان الموعد النهائي لتسجيل الاحزاب 11 يناير. ويخوض تقريباً ما مجموعه 6,904 مرشح سباق الانتخابات حيث يمثلون مختلف الأحزاب.
| المحافظة          | عدد المرشحين |
| ----------------- | ------------ |
| محافظة الأنبار    | 383          |
| محافظة بابل       | 338          |
| محافظة بغداد      | 1,985        |
| محافظة البصرة     | 522          |
| محافظة دهوك       | 115          |
| محافظة ذي قار     | 279          |
| محافظة ديالى      | 259          |
| محافظة أربيل      | 173          |
| محافظة كربلاء     | 197          |
| محافظة كركوك      | 291          |
| محافظة ميسان      | 105          |
| محافظة المثنى     | 102          |
| محافظة النجف      | 244          |
| محافظة نينوى      | 907          |
| محافظة القادسية   | 191          |
| محافظة صلاح الدين | 332          |
| محافظة السليمانية | 211          |
| محافظة واسط       | 180          |
| الأقليات          | 90           |
| الإجمالي          | 6,904        |

### الأحزاب الشيعية
قرر حزب الدعوة الإسلامية خوض الانتخابات بتحالفين منفصلين، تحالف يقوده رئيس الوزراء العراقي حيدر العبادي رئيساً لائتلاف يسمى «ائتلاف النصر» بينما سَلفهُ، نوري المالكي سيرأس قائمة دولة القانون. أعضاء حزب الدعوة أحرار في دخول أي قائمة.
قامت تحالفات الحشد الشعبي بتأسيس ائتلاف الفتح وقد تشكل أعضاء التحالف الرئيسين من قوات الحشد الشعبي، والذي شمل تحالف منظمة بدر، عصائب أهل الحق، كتائب حزب الله، كتائب الإمام علي، جميع المكونات الرئيسية للحشد، كانت منظمة بدر بقيادة هادي العامري جزءاً من الائتلاف الحاكم في دولة القانون وأعلنت انسحابها في كانون الأول 2017، ووقعت مع العبادي اتفاقاً لإنشاء تحالف نصر العراق. إلا أن تحالف الفتح أعلن انسحابه من تحالف النصر فيما بعد.
أعلن عمار الحكيم زعيم تحالف المواطن ثالث أكبر كتلة في البرلمان في يوليو/تموز 2017 مغادرته الحزب الإسلامي الشيعي المخضرم، المجلس الأعلى الإسلامي العراقي - الذي قاده منذ وفاة والده، عبد العزيز الحكيم وتشكيل حركة وطنية غير إسلامية جديدة تسمى الحكمة، كل أعضاء تحالف المواطن البالغ عددهم 29 عضوا انضموا إلى الحكمة ما عدا 5 أعضاء، وانضم بقية أعضاء تحالف المواطن إلى تحالف العبادي.
انسحبت تسعة كيانات حزبية وثمانية فصائل من تحالف النصر ضمن ائتلاف الفتح برئاسة هادي العامري، وأبرز المنسحبين من التحالف كتلة بدر والمجلس الأعلى ومنتصرون وعصائب أهل الحق وكتائب الإمام علي بسب نشوب خلافات سياسية.
انسحب في وقت لاحق تيار الحكمة من تحالف العبادي.

### الأحزاب الكُردية
حدتث داخل الأحزاب الكُردية تغييرات كبيرة منذ الانتخابات السابقة خاصة عقب وفاة كل من جلال طالباني زعيم حزب الاتحاد الوطني الكردستاني ثاني أكبر حزب كُردي، وزعيم المعارضة نوشيروان مصطفى. في أيلول/سبتمبر 2017، أعلن برهم صالح رئيس وزراء كردستان العراق السابق ونائب قائد الاتحاد الوطني الكردستاني أنه سيترك الحزب ويشكل حزباً معارضاً جديداً - الائتلاف من أجل الديمقراطية والعدالة -. وكان ينظر إلى الحزب أنه لديه القدرة على تغيير المشهد السياسي الكُردي. وقال أنه يأمل في جمع جميع أحزاب المعارضة الأخرى، بما في ذلك حركة التغيير وكومال، لتحدي التحالف الحاكم بين الحزب الديمقراطي الكردستاني وحزب الاتحاد الوطني الكردستاني. شكلت الأحزاب الثلاثة ائتلافاً يسمى نيشتمان ويعني الوطن للعمل في الانتخابات وقد وافق التحالف الحاكم بين الحزب الديمقراطي الكردستاني وحزب الاتحاد الوطني الكردستاني على الترشيح مرة أخرى كقائمة واحدة، وناقشت جميع الأحزاب الكُردية في كركوك كقائمة واحدة. وقد قاطع الحزب الديمقراطي الكُردستاني الانتخابات في كركوك.

### الأحزاب السنية
في إطار الأحزاب العربية السنية، بدأ الائتلاف الرئيسي لتحالف الإصلاح (متحدون) بقيادة أسامة النجيفي، الذي فاز بـ 23 مقعداً في عام 2014 مرة أخرى وقرر التحالف مع رجل الأعمال خميس الخنجر الذي قرر دخول الانتخابات حيث قرروا تشكيل تحالف باسم القرار العراقي، في حين قرر رئيس البرلمان العراقي سليم الجبوري وزعيم ائتلاف العربية صالح المطلك الدخول تحت قائمة إئتلاف الوطنية بزعامة إياد علاوي.
انبثقت أحزاب خرى من تحالف متحدون، بما في ذلك حزب الحل وشكلت تحالفات باسم المحافظات الذين سيخوضونها، مثل صلاح الدين هويتنا، والأنبار هويتنا، والتحالف في بغداد.

### أحزاب مدنية وأحزاب أخرى
أعلن التيار الصدري تأسيس حزب الإستقامة والذي سيرأسه النائب السابق جعفر الموسوي ومن المحتمل أن يدخل في كتلة واحدة مع الحزب الشيوعي العراقي. أما أعضاء التحالف المدني الديمقراطي فقد أعلنوا تشكيلهم ائتلاف باسم تمدن. فيما أعلنت زعيمة حركة إرادة حنان الفتلاوي المنافسة بـ 7 محافظات بقائمة منفردة. وقد شكل تحالف سائرون للإصلاح والذي يتضمن حزب الاستقامة المدعوم من مقتدى الصدر ومضر شوكت والحزب الشيوعي العراقي وأحزاب وتجمعات وشخصيات أخرى.

## هجمات
اغتال تنظيم داعش مرشح للانتخابات العراقية في الموصل شمال العراق، حيث قامت مجموعة مسلحة بقتل فاروق محمد زرزور بعد اقتحام منزله.
غير ذلك لم تسجل هنالك أي خروقات جوهريه في يوم التصويت أو قبله، حيث أعلنت عمليات بغداد نجاح الخطة الأمنية لحماية مراكز الاقتراع في العاصمة العراقية. وبشكل عام، تمت الإشادة من قبل الأمم المتحدة بالمستوى الأمني الذي شهدته مراكز الاقتراع في مختلف أنحاء العراق.

## التصويت

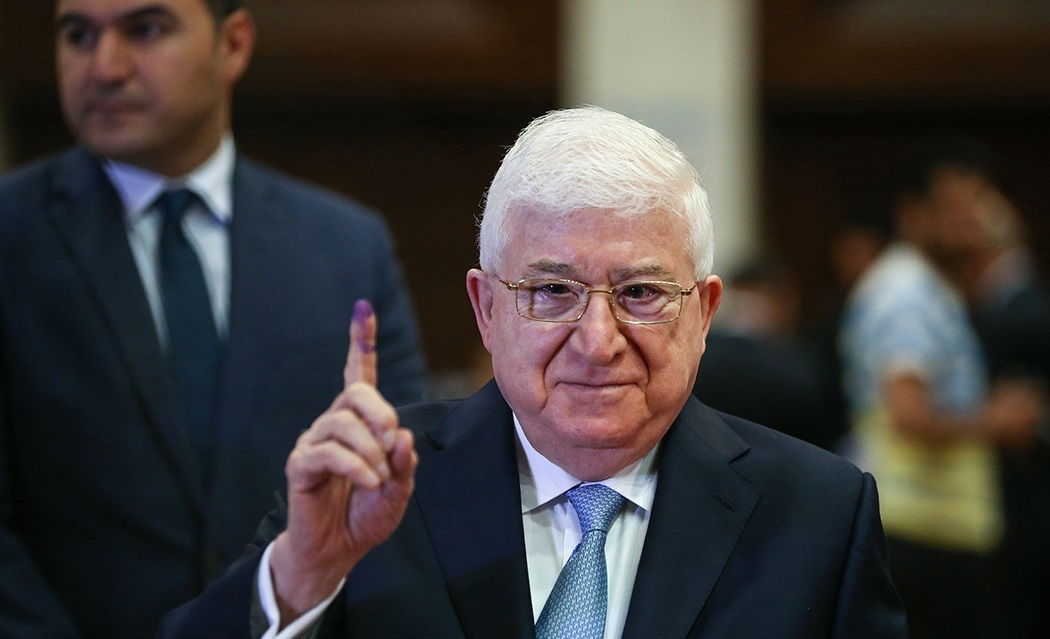
الرئيس العراقي فؤاد معصوم بعد الإدلاء بصوته في المركز الحكومي الانتخابي بالمنطقة الخضراء، بغداد، عاصمة العراق، 12 أيار 2018.

### التصويت الخاص
بدأ التصويت الخاص يوم 10 أيار 2018، حيث قام أفراد من القوات المسلحة العراقية وقوى الأمن الداخلي والبيشمركة بالتصويت ليتفرغوا فيما بعد لحماية المراكز الانتخابية.

### احترازات أمنية
أُعلن حظر تجوال بين المحافظات بدأ من الساعة الثانية عشر من ليل الجمعة حتى الساعة السابعة مساءً من يوم السبت، وحظر تجوال في بغداد بدأ من الساعة الثانية عشر من يوم الجمعة وانتهى عند الساعة الثانية عشر من يوم السبت.
صدر أمر بإغلاق المنافذ الحدودية والمطارات من الساعة 12 مساء الجمعة ولغاية الساعة 12 من مساء السبت. وأصدرت قيادة شرطة محافظة بغداد بعض النصائح والإرشادات الأمنية الخاصة بالمراكز الانتخابية، من ضمنها عدم حمل الهواتف أثناء الدخول إلى الاقتراع، وعدم التجمع في الأماكن القريبة من مركز الإقتراع.

### بدأ عملية الأقتراع
باشرت الكيانات السياسية منذ الساعة السابعة من صباح الجمعة (11 أيار/مايو 2018) مرحلة الصمت الإعلامي تمهيداً لإجراء انتخاب مجلس النواب ليوم السبت (12 أيار/مايو 2018) في أول انتخابات يشهدها العراق بعد تحريره من سيطرة تنظيم داعش.
بعدها بدأت صباح يوم السبت في بغداد وجميع المحافظات العراقية عملية الاقتراع العام لانتخابات مجلس النواب العراقي لعام 2018. حيث افتتحت مراكز الاقتراع أبوابها في الساعة السابعة من صباح يوم السبت لاستقبال الناخبين، وبلغ العدد الإجمالي للمواطنين الذين يُسمح لهم بالتصويت في الاقتراع العام أكثر من 24 مليون مواطن بحسب ما أكدته المفوضية العليا المستقلة للانتخابات.

### المشاركة الشعبية

#### نسب المشاركة الرسميه من المفوضية
قالت المفوضية العليا للانتخابات العراقية إن نسبة المشاركة في الانتخابات حتى اللحظة وصلت إلى 44.52 في المائة مع استمرار عمليات إحصاء الأصوات. وأضافت اللجنة أن النتائج النهائية ستعلن خلال 48 ساعة. وكانت المفوضية العليا للانتخابات العراقية قد أعلنت الساعة السادسة بالتوقيت المحلي إغلاق صناديق الاقتراع في جميع المراكز الانتخابية في العاصمة بغداد وكافة المحافظات العراقية. وكان رئيس الوزراء العراقي حيدر العبادي قد وجه برفع الحظر عن حركة المركبات داخل البلاد، إلى جانب فتح الأجواء والمطارات العراقية أمام الطيران.

#### نسب المشاركة الأولية «غير الرسمية»
كانت المشاركة في يوم الانتخاب نوعاً ما ضعيفة إلى متوسطة في عموم العراق من ضمنها إقليم كوردستان حيث أعلنت مصادر بالمفوضية العراقية عن أن نسبة المشاركة في الانتخابات التشريعية العراقية قاربت نحو 32% فقط، ووثق ما ذكر فضائية العربية في خبر عاجل لها. كما أدلى الكثير من السياسيين العراقيين بأصواتهم في المراكز الانتخابية في المحافظات العراقية. أيضاً أعلنت مكاتب مفوضية الانتخابات بثلاث محافظات السبت عن نسبة المشاركة في الاقتراع منذ الصباح وحتى الساعة الـ 12 ظهرا. وقال مكتب مفوضية الانتخابات في بابل أن «نسبة مشاركة الناخبين في الانتخابات البرلماين منذ الساعة السابعة من صباح اليوم وحتى الساعة الـ 12 من ظهر اليوم بلغت 27%». كما أكد مكتب مفوضية ميسان أن «نسبة المشاركة في الاقتراع العام منذ الصباح وحتى الـ 12 ظهرا بلغ 23%». فيما قال مدير مفوضية ديالى أحمد مزبان لـالسومرية نيوز أن «نسبة المشاركة بالتصويت العام حتى الآن بلغ 30%"»، مشيرا إلى أن «أكثر من 300 ألف ناخب أدلوا بأصواتهم في مراكز الاقتراع المنتشرة بعموم مناطق ديالى.»

### الخروقات والمشاكل في يوم التصويت

#### عطل في أجهزة التصويت
أفاد مصدر أمني في بغداد السبت بأن عددا من أجهزة التصويت في مراكز للاقتراع ببغداد وأربيل قد توقفت عن العمل. أيضا توقف أحد أجهزة التصويت في مركز للاقتراع بحي الميكانيك في منطقة الدورة جنوبي بغداد، ثم توقف ثلاثة آخرون في أحد المراكز الانتخابية في منطقة حي أور شرقي بغداد.

#### مشاكل بين القوائم والمرشحين
حدثت بعض المشاكل المحلية حيث أكد المتحدث باسم تحالف سائرون قحطان الجبوري يوم السبت أن مشادات حدثت في آحد مراكز الاقتراع بمدينة النجف. وقال الجبوري لشبكة رووداو الإعلامية «إن إشكالاً بسيطاً حدث في منطقة العباسية وهذا سببه أن هناك دعماً كبيراً من الشعب العراقي وهذه المنطقة خاصة لتحالف سائرون، وأن أحد المرشحين لم يرق له هذا التوجه ولهذا تصرف بشكل سلبي ما أدى لنشوب مشادات». وأضاف أن الأمر تطور واستدعى تدخل الحكومة المحلية والسيد المحافظ لفض هذا النزاع. وكان مصدر أمني قد أفاد عن حصول اشتباكات بين مؤيدي قائمة النصر الانتخابية التابعة لرئيس الوزراء العراقي حيدر العبادي وأتباع الصدر ما أسفر عن جرح أربعة أشخاص.

### رفع حظر سير المركبات عن المحافظات العراقية
افاد مصدر أمني في بغداد السبت بأن رفع الحظر عن سير المركبات يتم بشكل جزئي. وقال المصدر لـالسومرية نيوز: «المباشرة برفع الحظر عن سير المركبات داخل المحافظات يكون بشكل جزئي». ووجه القائد العام للقوات المسلحة حيدر العبادي السبت برفع حظر حركة العجلات في جميع المحافظات، فيما خوّل قادة العمليات فرض حظر جزئي في القواطع التي فيها تهديد أمني حسب تقييم الأجهزة الأمنية والاستخبارية.

## إغلاق صناديق الاقتراع
أغلقت المراكز الانتخابية ابوبها السبت بعد انتهاء الوقت المقرر لها في تمام الساعة السادسة عصرا، فيما كانت نسبة الإقبال ضعيفة جدا، حيث كانت نسبة المصوتين بحسب مراقبين ضعيفة جدا مقارنة بالسنوات الماضية، لافتا إلى أن عملية الاقتراع لم تشهد خروقات أمنية وجرت بانسيابية عالية. يُشار إلى أن مراكز الاقتراع في عموم محافظات العراق فتحت أبوابها في تمام الساعة السابعة من صباح يوم السبت الموافق لـ 12 أيار/مايو 2018 لاختيار أعضاء جدد لمجلس النواب وكذلك تشكيل حكومة جديدة.

## نتائج الأنتخابات

### النتائج الرسمية
| 223.984x223.984px                           |                                         |         |   |         |      |
| الحزب                                       | الحزب                                   | الأصوات | % | المقاعد | +/–  |
|                                             | تحالف سائرون نحو الإصلاح                |         |   | 54      | جديد |
|                                             | ائتلاف الفتح                            |         |   | 47      | جديد |
|                                             | ائتلاف النصر                            |         |   | 42      | جديد |
|                                             | الحزب الديمقراطي الكردستاني             |         |   | 26      |      |
|                                             | ائتلاف دولة القانون                     |         |   | 25      | –67  |
|                                             | ائتلاف الوطنية                          |         |   | 21      | 0    |
|                                             | تيار الحكمة الوطني                      |         |   | 19      | جديد |
|                                             | الاتحاد الوطني الكردستاني               |         |   | 18      | –3   |
|                                             | تحالف القرار العراقي                    |         |   | 14      | –9   |
|                                             | الأنبار هويتنا                          |         |   | 6       | جديد |
|                                             | حركة التغيير الكردية                    |         |   | 5       | –4   |
|                                             | حركة الجيل الجديد                       |         |   | 4       | جديد |
|                                             | تحالف بغداد                             |         |   | 4       |      |
|                                             | تحالف تمدن                              |         |   | 3       | جديد |
|                                             | حركة إرادة                              |         |   | 3       | جديد |
|                                             | التحالف العربي في كركوك                 |         |   | 3       | +2   |
|                                             | نينوى هويتنا                            |         |   | 3       | جديد |
|                                             | الجبهة التركمانية العراقية              |         |   | 3       | +1   |
|                                             | تحالف قلعة الجماهير الوطنية             |         |   | 3       | جديد |
|                                             | ائتلاف كفاءات للتغيير                   |         |   | 2       |      |
|                                             | حركة بابليون                            |         |   | 2       |      |
|                                             | بيارق الخير                             |         |   | 2       |      |
|                                             | الاتحاد للديمقراطية والعدالة            |         |   | 2       | جديد |
|                                             | عابرون                                  |         |   | 2       |      |
|                                             | الجماعة الإسلامية الكردستانية           |         |   | 2       | –1   |
|                                             | الاتحاد الإسلامي الكردستاني             |         |   | 2       | –2   |
|                                             | حزب الجماهير الوطنية                    |         |   | 2       |      |
|                                             | ائتلاف الكلدان                          |         |   | 1       |      |
|                                             | المجلس الشعبي الكلداني السرياني الآشوري |         |   | 1       | –1   |
|                                             | التحالف المدني الديمقراطي               |         |   | 1       |      |
|                                             | حزب النهج الديمقراطي                    |         |   | 1       |      |
|                                             | الحزب المدني                            |         |   | 1       |      |
|                                             | تجمع رجال العراق                        |         |   | 1       |      |
|                                             | ائتلاف الرافدين                         |         |   | 1       | –1   |
|                                             | صلاح الدين هويتنا                       |         |   | 1       |      |
|                                             | حزب التقدم الإيزيدي                     |         |   | 1       |      |
|                                             | المستقلون                               |         |   | 2       |      |
| الأصوات الباطلة                             | الأصوات الباطلة                         |         | – | –       | –    |
| المجموع                                     | المجموع                                 |         |   | 329     | +1   |
| الذين يحق لهم الانتخاب                      | الذين يحق لهم الانتخاب                  |         |   | –       | –    |
| المصدر: المفوضية العليا المستقلة للانتخابات |                                         |         |   |         |      |

### خرائط
|  |  |  |  |  |  |
|  |  |  |  |  |  |
|  |  |  |  |  |  |

## ما بعد الانتخابات

### التلاعب في نتائج الانتخابات
اتهم محافظ كركوك بالوكالة راكان سعيد الجبوري الذي يرأس قائمة «التحالف العربي» في كركوك الاتحاد الوطني الكردستاني بالتلاعب في أجهزة التصويت الإلكتروني للمحافظة، مؤكدا أن الترجيحات الأولية التي تحدثت عن تقدم الأكراد تبدو غير منطقية. ونقلت تقارير إعلامية، السبت 12 آيار أن النتائج الأولية للانتخابات البرلمانية في كركوك أعطت تقدما كبيرا لقائمة الاتحاد الوطني الكردستاني على حساب القوائم العربية والتركمانية.
وقال الجبوري أن النتائج التي رصدناها تصب في صالح الاتحاد الوطني الكردستاني، وهذه النتائج مزورة"، موضحا «عندما وصلت الصناديق الانتخابية للتدقيق في السليمانية قبل الانتخابات، حدث تلاعب فيها من قبل الاتحاد الوطني الكردستاني.» وبسؤاله عن الإقبال على الاقتراع، قال الجبوري «العدد الأكبر للناخبين أمس كان من العرب»، متابعا «كان هناك ازدحام كبير أمام المحطات الانتخابية، والمشاركة كانت جيدة، لكن الآلاف لم يتمكنوا من الإدلاء بأصواتهم بسبب تعطل الأجهزة.»

### احتفالات بعض القوائم بعد إعلان النتائج
تجمع عشرات من انصار زعيم التيار الصدري مقتدى الصدر مساء الاحد 13 آيار في ساحة التحرير وسط بغداد للاحتفال بـ”انتصار الإصلاح” وحصول تحالف «سائرون» الذي يدعمه الصدر على عدد من المقاعد النيابية في الانتخابات بحسب النتائج. وقد حمل المحتفلون أعلام تحالف «سائرون»، وجابوا شوارع بغداد وخاصة القريبة من ساحة التحرير، فيما تجمع عشرات آخرون للاحتفال امام مكتب الصدر في مدينة الصدر شرق بغداد.